# Vieska (okres Dunajská Streda)
Vieska (maďarsky Kisfalud nebo Dunakisfalud) je obec na Žitném ostrově v okrese Dunajská Streda na Slovensku.

## Historie
Vieska je poprvé písemně zmíněna v roce 1322 jako Kysfeuldi. Obec byla ve vlastnictví místních hospodářů a rodiny Nagyi. V roce 1828 zde bylo 47 domů a 339 obyvatel, jejichž hlavním zdrojem příjmů bylo zemědělství. . Do roku 1918 bylo území obce součástí Uherska. V důsledku první vídeňské arbitráže bylo v letech 1938 až 1945 součástí Maďarska. Při sčítání lidu v roce 2011 žilo v obci 431 obyvatel, z toho 368 Maďarů, 49 Slováků, čtyři Češi a jeden Polák; jeden obyvatel uvedl jinou národnost a osm obyvatel svojí národnost neuvedlo.